# 范承業
范承業（?—?），是王爺信仰的中國傳說人物，相傳江蘇省吳縣人，生於隋末之際。現今王爺信仰中，普遍崇拜五府千歲「李、池、吳、朱、范」中的五王范府千歲。

## 傳說
相傳與李大亮、池夢彪、吳孝寬、朱叔裕四人為結拜義兄弟，范府千歲排行第五，兄弟五人助唐高祖李淵、唐太宗李世民，滅隋建唐，功績顯赫。
范府千歲博通經史，醫術絕倫，智勇超群。曾大敗巴東流寇，授封折衝都尉。唐高祖李淵時，以七篇文章高中進士，並旋即出任刑部大司寇。唐太宗李世民時，出任武州刺史及太原尹。
受玉帝敕封為代天巡狩護國治世真君、代天宣化--范府千歲。四月二十七日為范府千歲之聖誕千秋。

## 奉祀廟宇
- 過溝建德宮
- 胡厝寮代天府
- 南廍福安宮
- 南鯤鯓代天府
- 里港代天府

## 外部連結
南鯤鯓代天府